# Simbolo dell'Evangelista Giovanni
Il rilievo con il Simbolo dell'Evangelista Giovanni (Aquila) fa parte dei pannelli bronzei di Donatello per la decorazione dell'altare della basilica del Santo a Padova, in particolare della serie dei quattro Simboli degli Evangelisti. È in bronzo (59,80x59,80 cm) e risale a dopo il 1446, completato entro il 1453.

## Storia
L'altare e le sue decorazioni vennero eseguiti tra la seconda metà del 1446 e la partenza dell'artista da Padova, nel 1453. Le opere vennero ritoccate per molto tempo, ben oltre la partenza di Donatello: se ne ha notizia fino al 1477.
Poiché la struttura architettonica originale dell'altare andò distrutta sul finire del XVI secolo, la versione che oggi si vede è una ricostruzione controversa dell'architetto Camillo Boito del 1895.
I rilievi dei Simboli degli Evangelisti si trovavano forse sotto sui lati dell'altare, separati in mezzo da un rilievo di Putti per lato. Nella ricostruzione ottocentesca si trovano invece nel registro inferiore alle estremità, poco lontane dalle statue dei vescovi Ludovico e San Prosdocimo: due formelle sono sul lato anteriore e due su quello posteriore. 

## Descrizione
Le formelle quadrate mostrano i simboli evangelici della visione di Ezechiele, e sono raffigurati su uno sfondo simile ma non identico, composto da una cornice cesellata e un fondale composto di tanti cerchi su cui è appesa una ghirlanda retta agli angoli, in questo caso da battenti a forma di protomi leonini.
Le figure escono dalla cornice, creando una sensazione di spazio reale, non vincolata alla rappresentazione.
L'aquila è rappresentata in tutta la sua viva espressività, con una zampa che regge il libro sacro del vangelo di Giovanni e il muso raffigurato di profilo con un'espressione torva che evidenzia il forte becco. Le ali sono spiegate e vibranti, come se stesse per prendere il volo. Grande cura è stata usata nel descrivere dettagliatamente le penne usa ad una, con estremo realismo. Sul libro è poggiato un panno che si libra descrivendo un arabesco, molto raro nell'opera di Donatello, ma qui usato forse per riempire la parte inferiore.